# 辻二郎 (機械工学者)

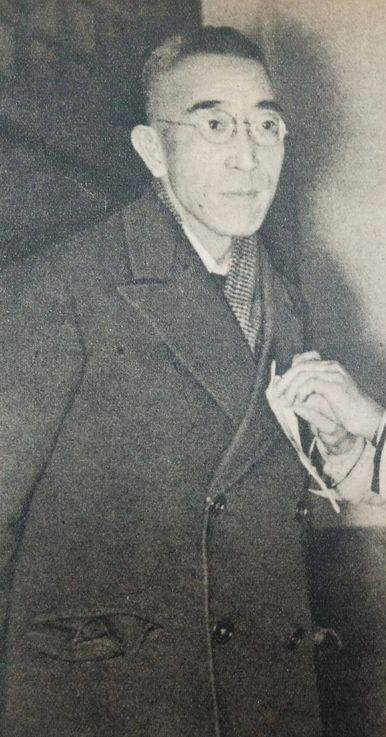
辻二郎（1948年）

辻 二郎（つじ じろう、1896年10月11日 - 1968年10月4日）は、日本の機械工学者（専門分野は「光弾性実験のフリンジ法」など）、国家公安委員会委員長（初代）。筆名は富士前 研二。

## 来歴
東京出身。東京帝国大学工学博士（1930年）。論文の題は「新シキ材料ト方法トニヨレル光弾性学ニ関スル研究(英)」。
理化学研究所に入り、主任研究員時代には、オイルタンカーでの爆発事故を防ぐため、世界初となる光学式ガス検定器を開発した。1945年（昭和20年）には副所長に就任。のち東京理科大学教授となる。理研計器社長を務めていた時期もあった（#主な役職を参照）。
公安委員時代（1948年3月7日 - 1952年3月6日まで委員長）には、1950年に設立に至った日本交通安全協会（現・全日本交通安全協会）の発起人を務めた。また、衆参議院に請願人として出席する機会もあり、競輪廃止の要望やドッグレース（畜犬競技法案）に関する意見を述べた。

## 主な役職
- 日本機械学会 第26期会長 （当時・理研計器社長、1948年）[11]
- 応用物理学会 第2代会長 （1952年 - 1959年）[12]
- 精密工学会 第8代会長 （当時・理研計器、1958年 - 1959年）[13]
- 日本工学会会長 （1965年 - 1967年）[14]